# Thất nghiệp

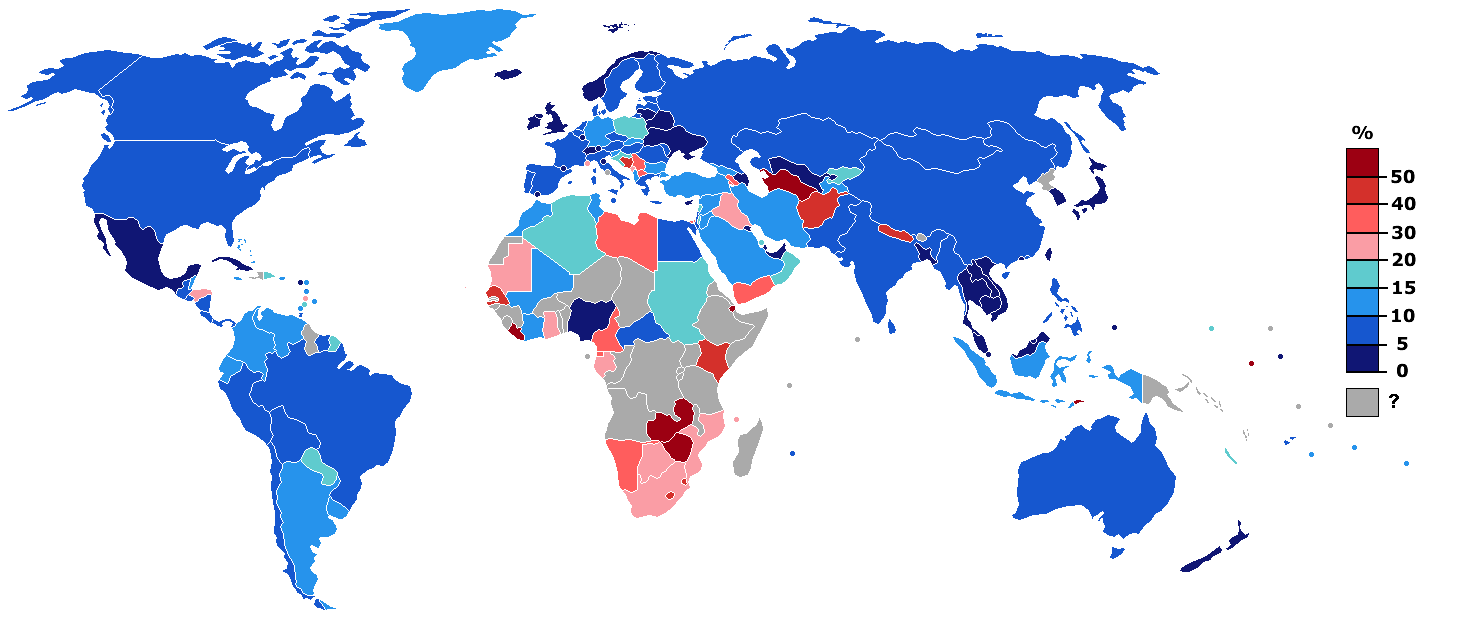
Bản đồ tỷ lệ thất nghiệp toàn cầu - CIA 2005

Thất nghiệp trong kinh tế học, là tình trạng người lao động muốn có việc làm mà không tìm được việc làm hoặc không được tổ chức, công ty và cộng đồng nhận vào làm. Tỷ lệ thất nghiệp là phần trăm số người lao động không có việc làm trên tổng số lực lượng lao động của xã hội.
Thất nghiệp là thuật ngữ thường được sử dụng trong kinh tế vĩ mô để chỉ tình trạng người đang trong độ tuổi lao động, có đầy đủ khả năng lao động và có nhu cầu tìm việc làm nhưng chưa có việc làm.